# Fanizani Akuda
Fanizani Akuda (* 11. November 1932 in Mteya bei Chipata, Sambia; † 5. Februar 2011 in Chitungwiza, Simbabwe) war ein simbabwischer Bildhauer.

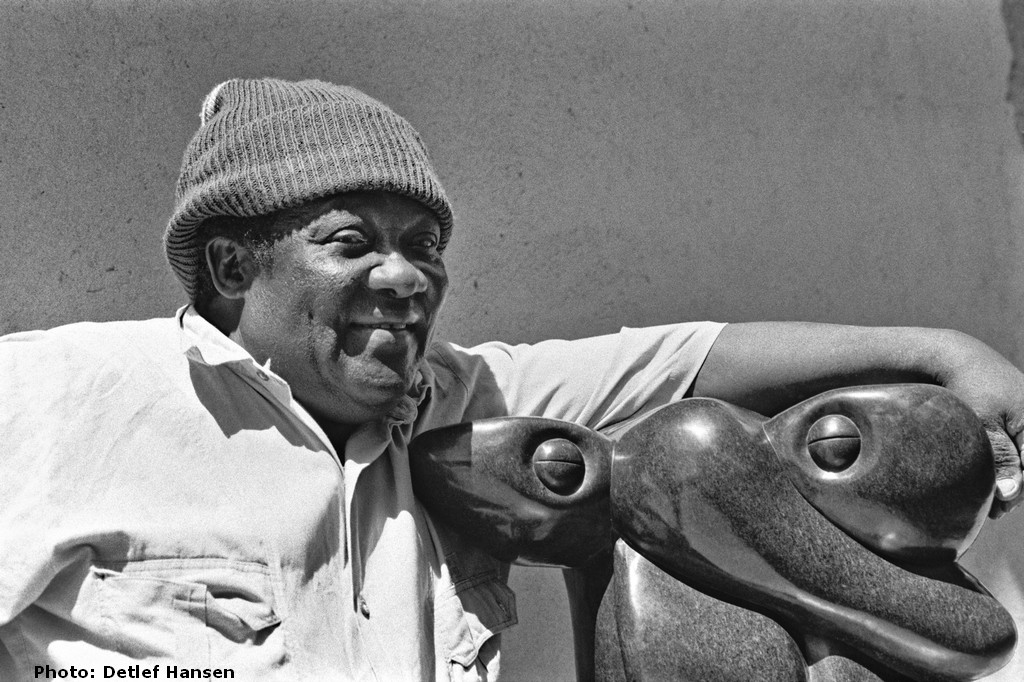
Fanizani Akuda in Chitungwiza, 1994

## Biografie
Fanizani Akuda, vom Volk der Chewa stammend, verließ 1949 sein Heimatland Sambia und arbeitete in Simbabwe als Baumwollpflücker, Korbflechter und Ziegelstecher. Dann hörte er von der Künstlerkolonie Tengenenge, wo deren Gründer und Leiter Tom Blomefield ihn zunächst als Saisonarbeiter im Steinbruch einsetzte. „Als ich mein Ziel von 30 Tonnen Serpentinstein fast erreicht hatte, gab Tom mir eine Kiste mit funkelnagelneuem Werkzeug für die Bildhauerei. Da begann ich zu meißeln, weil Tom dies wirklich so wollte. Er ermunterte uns, so zu arbeiten, wie es von Herzen kam. Wir alle hatten verschiedene Wege, uns in Stein auszudrücken. Ich arbeitete zusammen mit großen Künstlern wie Henry Munyaradzi und Bernard Matemera, aber wir kopierten einander niemals. Seit damals bin ich Vollzeit-Berufskünstler. Es war eine gute Zeit. Ich schickte meine Kinder zur Schule und zog sie mit dem Geld auf, das ich mit den Skulpturen verdiente.“
Fanizani war von 1967 bis 1979 Mitglied des Künstlerdorfes Tengenenge, seither lebt er mit seiner Familie in einem Township-Haus in Chitungwiza bei Harare. Er ist ein Beispiel dafür, dass die sogenannte "Shona-Kunst" nicht nur von Angehörigen dieser größten simbabwischen Volksgruppe geschaffen wird. Fanizani Akuda ist Mitglied der Künstlervereinigung "Friends Forever".

## Stil
Fanizani Akuda gehörte zur ersten Generation moderner Bildhauer Simbabwes. Er ist berühmt für seine schmunzelnden Gesichter, pfeifenden Männer und glücklichen Familien, seine in sich ruhenden Tiere, alle in einfachen Linien und Grundformen. Seine Werke sind sanft und humorvoll, konstant lächelnd, mit mysteriös geschlitzten Augen – „weil ich Angst hatte, beim Meißeln Steinsplitter in die Augen zu bekommen.“ (Celia Winter-Irvin: "Tengenenge-Art; Sculpture and paintings"). Immer und überall rund, mal breit lachend, mal pfiffig den Mund gespitzt, strahlen Fanizanis Skulpturen einen großen Optimismus und eine in sich ruhende, fast kindliche Heiterkeit aus, die jeden Betrachter in ihren Bann zieht. Sie sind ein Inbegriff afrikanischer Lebensfreude, ohne je folkloristisch zu wirken.

## Ausstellungen
Fanizani Akuda stellte in Österreich, Dänemark, Holland, Schweden, den USA, Kuba, Australien, Malawi, Südafrika, Simbabwe, Spanien und Deutschland aus.
Einzel-Beispiele:
- 1985 Kresge Art Museum, Michigan, USA
- 1986 Irving Sculpture Gallery, Sydney
- 1990 Institut für Auslandsbeziehungen, Stuttgart
- 1990 Musée National des Arts Africaines et Océaniens, Paris
- 1992 Expo Sevilla, Sevilla.

Werke in ständigen Ausstellungen:
- Museum für Völkerkunde, Frankfurt am Main
- Art Center Berlin
- Skulpturenweg im Kurpark Bad Mergentheim
- National Gallery of Zimbabwe, Harare
- Chapungu Sculpture Park, Harare

Im Mai 2005 veranstaltete die National Gallery of Zimbabwe eine Retrospektive: „Fanizani – eine Legende aus Stein“.